# Coccus almoraensis
Coccus almoraensis är en insektsart som beskrevs av Avasthi och Shafee 1984. Coccus almoraensis ingår i släktet Coccus och familjen skålsköldlöss. Inga underarter finns listade i Catalogue of Life.